# 平克 (肯塔基州)
平克（英語：Pink）是一個位於美國肯塔基州傑薩曼縣的城市。

## 地方資料
根據2020年美國人口普查的數據，平克的面積為5.00平方千米，當中陸地面積為5.00平方千米，而水域面積為5.00平方千米。當地共有人口500人，而人口密度為每平方千米100人。